# چهاروجهی بریده‌شده
چهاروجهی بریده‌شده (انگلیسی: Truncated tetrahedron) یک جسم ارشمیدسی است که چهار وجهش شش‌ضلعی منتظم و چهار وجهش مثلث متساوی‌الاضلاعند و می‌توان آن را با بریدن گوشه‌های چهاروجهی منتظم از هر جا به جز وسط اضلاع ساخت.

## نمونه‌ها

شِما
در طبیعت